# クリストフ・ハルティング
クリストフ・ハルティング（Christoph Harting、1990年4月10日 - ）は、円盤投を専門とするドイツの陸上競技選手。ブランデンブルク州コトブス出身。2016年リオデジャネイロオリンピックで金メダルを獲得した。世界選手権は2013年と2015年の2度出場しており、前者は13位、後者は4位であった。

## 人物
17歳で円盤投を始める。2016年現在、身長207cm、体重123kg。職業は警察官である。
兄のロバート・ハルティングも同じく円盤投選手で、ただし兄弟仲はあまり良くないとされる。リオデジャネイロオリンピックには兄弟そろって出場したが、ロバートは予選落ちしクリストフは決勝の最終6投目で68m37の当季世界最高記録をマークして優勝した。勝利の瞬間、他の選手と抱擁して喜びを分かち合う場面はあったものの、観衆に対してはお辞儀をしただけでユニフォームを引き裂くロバートのような派手なパフォーマンスはしなかった。優勝後の記者会見では「2時間もたったのにまだ家族に会えていない」と愚痴をこぼし、記者にロバートと間違えられ会見を打ち切った。この記者会見での態度や表彰式で国歌が流れる中、口笛を吹いていたことがドイツオリンピック委員会のアルフォンス・ヘルマン会長や2016年リオデジャネイロオリンピックのドイツ選手団のミヒャエル・フェスパー団長などから非難を浴び、ドイツの公共放送ARDで公式に謝罪した。

## 主な成績
| 年         | 大会                               | 会場                      | 結果          | 補足       |
| ドイツ代表 | ドイツ代表                         | ドイツ代表                | ドイツ代表    | ドイツ代表 |
| ---------- | ---------------------------------- | ------------------------- | ------------- | ---------- |
| 2011       | ヨーロッパU23陸上競技選手権大会    | チェコ オストラヴァ       | 5位           | 58m65      |
| 2013       | 世界選手権                         | ロシア モスクワ           | 13位 （予選） | 62m28      |
| 2015       | 世界選手権                         | 中国 北京                 | 8位           | 63m94      |
| 2016       | 2016年ヨーロッパ陸上競技選手権大会 | オランダ アムステルダム   | 4位           | 65m13      |
| 2016       | オリンピック                       | ブラジル リオデジャネイロ | 1位           | 68m37      |